# Ренгеїт
Ренгеїт (англ. rengeite) — мінерал острівний діортосилікат, групи чевкініту.

## Загальний опис
Хімічна формула: Si4ZrTi4(Si2O7)2O8. Містить (%): Sr — 29,67; Са — 0,38; RE — 0,68; Zr — 6,86; Ti — 18,47; Si — 10,83; O — 33,11. Зустрічається у вигляді дрібних неправильних зерен розміром до 0,5 мм. Сингонія моноклінна. Твердість 5–5,5. Густина 4,12. Колір темно-зеленувато-коричневий. Риса світло-зеленувато-коричнева. Прозорий. Блиск алмазний. Вперше виявлений в жадеїтах Ренгеїтового метаморфічного комплексу в районі Ітоїґава-Омі, Японія (на пляжі Ояшіразу поблизу Ітоігави в Японії, точніше в нефритованих каменях, що знаходяться там).
Назва походить від місця відкриття: японські метаморфічні відкладення поблизу гори Ренге в префектурі Ніїгата.